# Elstree
Elstree är en ort i Storbritannien.   Den ligger i grevskapet Hertfordshire och riksdelen England, i den södra delen av landet, 19 km nordväst om huvudstaden London. Elstree ligger 129 meter över havet och antalet invånare är 1 835.
Terrängen runt Elstree är huvudsakligen platt. Elstree ligger uppe på en höjd. Runt Elstree är det mycket tätbefolkat, med 5 206 invånare per kvadratkilometer. Närmaste större samhälle är City of London, 20,0 km sydost om Elstree. Runt Elstree är det i huvudsak tätbebyggt.